# Čejkovice (okres Znojmo)
Obec Čejkovice (německy Schakwitz) se nachází v okrese Znojmo v Jihomoravském kraji. Žije zde 235 obyvatel.

## Historie
První písemná zmínka o vesnici pochází z roku 1248. Původní ves Čejkovice stála pravděpodobně mezi Oleksovicemi a Hostěradicemi, v místě Oleksovického rybníka. K roku 1531 jsou Čejkovice zmiňovány jako pusté.
Současné Čejkovice byly založeny počátkem 18. století. Vznikly v roce 1711 po příchodu části obyvatel z třicetiletou válkou poničených nedalekých Mackovic. V roce 1788 byla v těsné blízkosti Čejkovic založena vesnice Heřmanov, obě osady měly společný kostel a poté i školu. Heřmanov byl v roce 1948 administrativně sloučen s Čejkovicemi. Původní obyvatelé německé národnosti zde dnes už nežijí. Pováleční osídlenci pocházejí z oblasti Moravy při hranicích se Slovenskem (Starý Hrozenkov, Žítková).

## Pamětihodnosti
- Kostel Panny Marie Sněžné
- Pomník obětem světových válek